# Xyletobius chryseis
Xyletobius chryseis är en skalbaggsart som beskrevs av Perkins 1910. Xyletobius chryseis ingår i släktet Xyletobius och familjen trägnagare. Inga underarter finns listade i Catalogue of Life.